# Parallakse
Parallakse (af gr. parallaxis 'skifte', af parallassein 'lade skifte') er det fænomen, at sigtelinjen til et stationært mål ændrer sig når man ser målet fra forskellige vinkler. Dette udnyttes såvel af dyr som af mennesker til at bedømme afstande.

## Parallakse og "dybde-syn"
Levende væsener med to fungerende øjne kiggende på de samme objekter eksempelvis et byttedyr, ser objekterne fra to lidt forskellige vinkler. Ud fra de små forskelle i det de to øjnes ser, kan individet anslå afstanden til de objekter, der er synlige for begge øjne.

## Parallakse i astronomien
Samme metode bruges i stor skala indenfor for eksempel astronomien til at måle afstande til stjerner tæt på Jorden: Hvis man tager to billeder med kikkert af en bestemt stjerne med et halvt års mellemrum, vil Jorden i løbet af det halve år have bevæget sig fra ét punkt i sin bane til det diametralt modsatte punkt, en afstand målt i lige linje på ca. 300 millioner kilometer. Denne afstand er stor nok til at forårsage tilstrækkelige forskelle i sigteretningen til stjernen, og ud fra denne forskel og Jordbane-diameteren kan man beregne afstanden til stjernen.
Forskellen er dog så lille for selv de nærmeste stjerner, at det kræver en opløsning på under et buesekund at kunne måle parallaksen. Dette er omtrent 100 gange mindre end den opløsning på et par bueminutter, som kunne opnås med de bedste instrumenter inden kikkerten blev benyttet.
Således benyttede Tycho Brahe netop parallaksemetoden til at fastslå, at Jorden netop ikke bevægede sig i forhold til fiksstjernerne, da han ikke kunne måle en forskel. Hvis solen skulle være i centrum ville det ud fra Brahes observationer betyde, at den nærmeste stjerne ville være mindst 700 gange længere væk end Jupiter, hvilket ville stride imod, at Gud ikke ville spilde så meget plads. Brahe konkludere derfor at Jorden var i centrum med solen og planeterne cirklende omkring. I dag ved vi at stjernerne er længere væk end Brahe kunne forestille sig og at Solen er i centrum.
Derfor forkastede Brahe Kopernikus' heliocentriske verdensbillede med Solen som centrum til fordel for sit eget verdensbillede med Jorden i centrum, som Solen kredser om, og med de øvrige planeter kredsende om Solen.